# Slack-ma-Girdle (manzana)
Slack-ma-Girdle es el nombre de una variedad cultivar de manzano (Malus domestica). Un híbrido de manzana diploide de Parental desconocido, se cree que el origen es Devon o Somerset. Es una antigua variedad de manzana para sidra que se cultivaba ampliamente en el suroeste de Inglaterra. Es parte de un grupo de variedades similares y estrechamente relacionadas, todas conocidas con el nombre de "Woodbine".

## Sinonimia
- "Woodbine",
- "Slack-my-Girdle",
- "Slack My Girl",
- "Slack-ma-Girl".

## Historia
'Slack-ma-Girdle' es una variedad de manzana, híbrido de manzana diploide de Parental desconocido. Se encuentra con mayor frecuencia en huertos en Devon, donde probablemente se originó, aunque también se plantó en el sur de Somerset, Dorset y otros lugares. Se ha sugerido que el nombre poco corriente de la manzana, como el de varias otras manzanas para sidra, se refiere al efecto de la bebida en el sistema digestivo.
'Slack-ma-Girdle' está cultivada en diversos bancos de germoplasma de cultivos vivos tales como en National Fruit Collection (Colección Nacional de Fruta) de Reino Unido con el número de accesión: 1992-132 y nombre de accesión 'Slack-my-Girdle'. También se encuentra ejemplares vivos en el huerto colección de manzanas para la elaboración de sidra del "Tidnor Wood National Collection® of Malus".

## Características
'Slack-ma-Girdle' es un árbol de un vigor moderadamente vigoroso, con un hábito extendido. Buen cultivo, produce una buena cosecha anualmente, pero es necesario aclararlo para mantener el tamaño de la fruta. Tiene un tiempo de floración que comienza a partir del 5 de mayo con el 10% de floración, para el 7 de mayo tiene una floración completa (80%), y para el 17 de mayo tiene un 90% caída de pétalos.
'Slack-ma-Girdle' tiene una talla de fruto medio; forma cónica redondeada aplanada, a veces con contorno irregular abultada con una altura promedio de 47,27 mm y una anchura de 61,54 mm; con nervaduras muy débiles y corona débil; epidermis tiende a ser dura suave con color de fondo es amarillo verdoso con un sobre color extenso rubor rojo a rosado, y marcado con rayas de rubor rojo que a menudo tiene un tinte azulado distintivo, importancia del sobre color muy alto, y patrón del sobre color rayado / jaspeado / lavado, algunas manchas de ruginoso-"russeting", especialmente alrededor de la cavidad del tallo, presenta numerosas lenticelas medianas a pequeñas, ruginoso-"russeting" (pardeamiento áspero superficial que presentan algunas variedades) bajo; cáliz es medio y cerrado, asentado en una cuenca estrecha y poco profunda; pedúnculo es de longitud muy corto y de un calibre medio, colocado en una cavidad poco profunda y estrecha, presenta en sus paredes mancha de ruginoso-"russeting"; la carne se describe como dulce.
Su tiempo de recogida de cosecha se inicia a mediados de octubre. Se mantiene bien hasta dos meses en cámara frigorífica.

## Usos
Como muchas otras variedades de Devon, se clasifica como una variedad de tipo "dulce" (ºBrix: 13) en la clasificación estándar de manzanas para sidra, siendo baja en tanino (Taninos: 1) y ácido (Acidez: 2).